# Marburgvirus
Marburgvirus är ett virus tillhörande virusfamiljen filovirus som orsakar blödarfeber. Det är nära besläktat med ebolaviruset och finns i samma områden i Afrika. Namnet kommer av att det först upptäcktes i den tyska staden Marburg där laboratoriearbetare smittades av gröna apor från Afrika 1967. Nya rön har gjort gällande att den afrikanska fruktfladdermusen, halsbandsflyghunden, sprider viruset. Detta skulle innebära att man kan finna en bot mot sjukdomen.
Marburgfeber är en infektionssjukdom inom gruppen av virala hemorragiska febrar. Dessa sjukdomar tillhör dessutom en större grupp av neurologiska sjukdomar som gula febern, denguefeber och lassafeber. Marburgfeberns symptom är feber, huvudvärk, muskelvärk, diarréer, buksmärtor samt både invärtes och utvärtes blödningar, detta inträffar då endotelcellerna brister. Marburgfeber smittar vid kontakt mellan människor. Det sprids med avföring och kroppsvätskor som blod, urin, svett, saliv och tårar, men kan hållas under kontroll med relativt enkla försiktighetsåtgärder. Vissa virusstammar har dock en dödlighet på upp till 90 procent. Smittade patienter ska hålls i karantän och smittade djur avlivas.

## Behandling
Sjukdomen har hög dödlighet, och ingen specifik behandling finns tillgänglig. Fram till 2005 hade 266 insjuknat varav 244 avlidit av direkta följder av sjukdomen. Flera internationella experiment har gjorts i hopp om ett botemedel eller vaccin. I juni 2005 rapporteras om kanadensiska djurförsök på makaker där ett vaccin gjorde aporna motståndskraftiga mot överföringar av marburgfeber och ebolafeber. Kliniska prövningar av Marburgvaccin till människor har inte varit framgångsrika. Svårigheter i Marburgvaccinutvecklingen har identifierats av forskare på NIH i USA: de höga kostnaderna att hantera viruset på laboratorier som får hantera virusstammen, de relativt låga dödstalen samt eftersom det saknas ekonomiskt intresse.

## Kända utbrott av marburgfeber
Utbrott av marburgfeber har förekommit i Europa 1967, i Marburg och Frankfurt i Tyskland samt i Belgrad i Jugoslavien, i Sydafrika 1975, i Kenya 1980 och 1987, i Kongo-Kinshasa 1998 till 2000 och i Angola 2004–2005. I utbrottet i Angola smittades 374 personer, varav 329 avled. 1990 insjuknade en svensk man i viral hemorragisk feber, möjligen marburgfeber, efter hemkomst från Kenya. Han vårdades i Linköping, överlevde sjukdomen och några sekundärfall uppstod inte. Sommaren 2022 upptäcktes att sjukdomen på nytt orsakat sjukdomsfall i Ghana.